# 拉塞爾 (密西西比州)
拉塞爾（英語：Russell）是位於美國密西西比州勞德代爾縣的非建制地區。

## 歷史
拉塞爾的郵局於1867年設立，其後於1976年停運。

## 地理
拉塞爾所處的海拔為高於海平面128米（即420英呎），而該地所採用的時區為UTC-6，即北美中部時區（CST）。同時該地設有夏令時間，為UTC-6調快一小時，即UTC-5（CDT）。